# Estats dels Estats Units

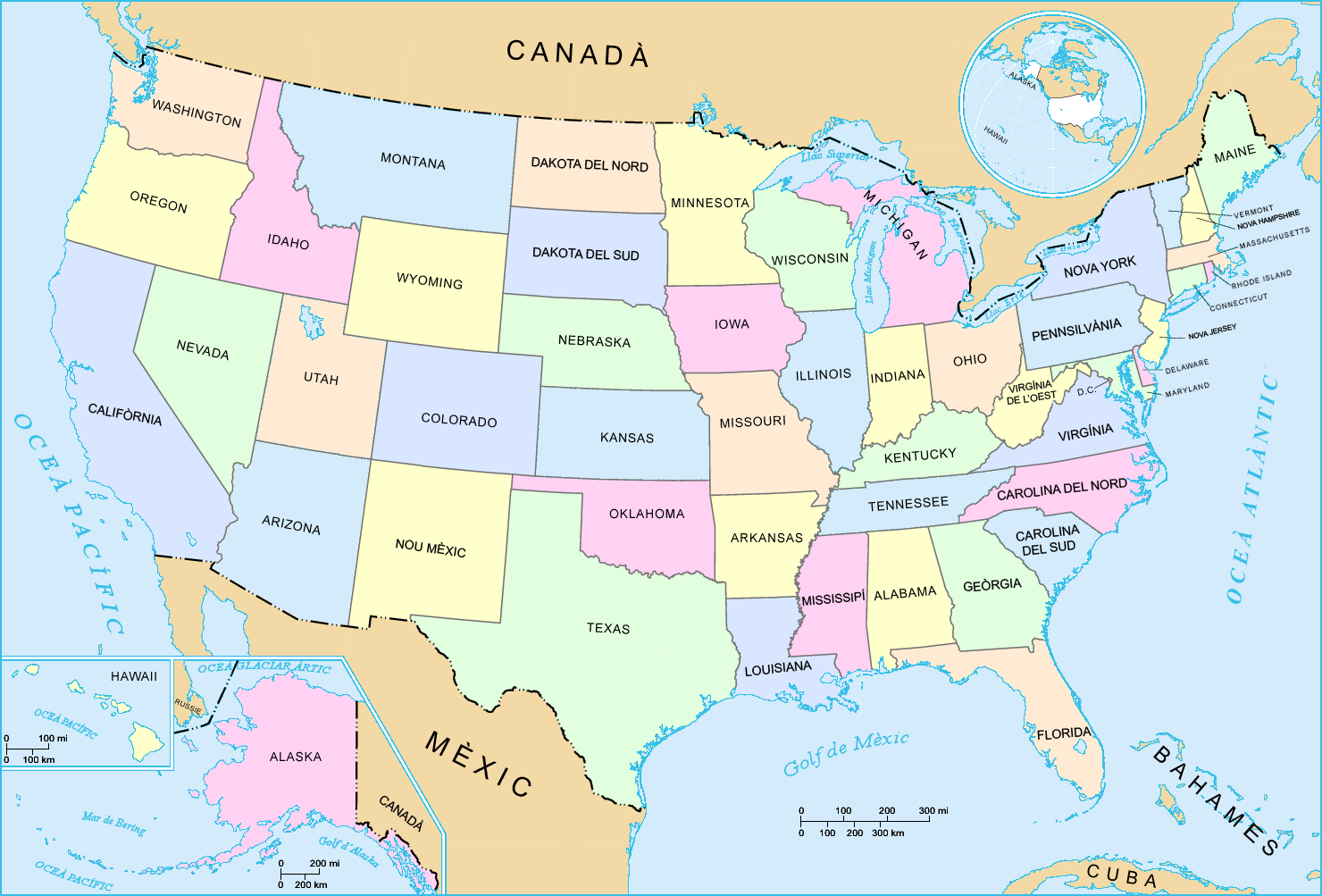
Estats de la Unió

Els estats dels Estats Units són les cinquanta subdivisions nacionals dels Estats Units d'Amèrica que comparteixen la sobirania amb el govern federal. Cada estat té la seva pròpia constitució, basada en els principis republicans, i un govern, que consisteix en tres poders: executiu, legislatiu, i judicial. A causa de la sobirania compartida entre cada estat i el govern federal, els estatunidencs són ciutadans del país i alhora de l'estat on viuen o on hagin registrat el seu domicili. Tanmateix, la ciutadania estatal és molt flexible, i no es necessita cap aprovació governamental per a traslladar-se entre els estats, o per residir en un altre la federació.
Tot i que la constitució dels Estats Units és una de les més antigues del món, ha estat esmenada en diverses ocasions, i la seva interpretació i l'aplicació de les seves provisions ha canviat. La tendència ha estat cap a la centralització, en què el govern federal ara té un paper més gran del que havia tingut al començament.

## Història dels estats
Les Tretze Colònies meridionals de la Gran Bretanya a Nord-amèrica es rebel·laren contra el govern britànic el 1775 i proclamaren llur independència el 1776. Posteriorment, es constituïren com a estats sobirans dels Estats Units d'Amèrica, que nasqué com a nació independent amb la ratificació dels Articles de la Confederació el 1781, que creaven una unió dels estats amb un govern central feble. Samuel Huntington es convertí en el primer president del Congrés Reunit dels Estats Units. Aquesta forma de govern semblà inadequada pel nou govern, i aviat començaren les propostes de reforma. Aquestes culminaren amb la convocació de la Convenció de Filadèlfia el 4 de març, 1789 i la subsegüent promulgació de la Constitució dels Estats Units, que crearen una Unió més forta, amb més prerrogatives pel govern federal.
Els Estats Units començaren a expandir-se territorialment al subcontinent nord-americà, segons les línies del Destí Manifest. Compraren la Luisiana de França el 1803, que duplicà la seva superfície. El 1819, Espanya cedí la Florida. La República de Texas s'uní a la federació el 1845, la qual cosa provocà el trencament de les relacions amb Mèxic. El Territori o País d'Oregon era controlat tant pels Estats Units com pel Regne Unit fins al 1847 quan es dividí al llarg del paral·lel 47, i la regió meridional passà al control exclusiu dels Estats Units. El 1848, en acabar la Guerra Estats Units - Mèxic, el tractat de pau, el Tractat de Guadalupe-Hidalgo obligava a Mèxic a cedir els territoris de l'Alta Califòrnia, Santa Fe de Nou Mèxic i les regions disputades entre ambdues nacions després de l'annexió de Texas. El 1853 compraren de Mèxic una franja de territori al sud del territori de Santa Fe de Nou Mèxic (en l'actualitat part d'Arizona). El 1867 compraren Alaska de Rússia, i el 1898 annexaren Hawaii.
En expandir-se territorialment, les noves regions foren dividides en territoris que amb el pas dels temps esdevingueren estats de la federació. L'Hawaii fou l'últim territori a convertir-se en estat, el cinquantè estat dels Estats Units.

## Els estats de la Unió Americana
Segons l'article IV de la constitució que descriu la relació entre els estats, el Congrés dels Estats Units té el poder d'admetre nou estats a la Unió. Com a requeriment, els estats han de donar "completa fe i crèdit" als actes de les legislatures i corts dels altres, la qual cosa inclou el reconeixement dels contractes legals, matrimonis, judicis criminals, i, quan encara no havia estat abolit, l'estatus d'esclavatge. Els estats no poden discriminar els ciutadans dels altres estats quant als drets bàsics. Tots els estats han estat garantits la defensa militar i civil del govern federal, el qual també ha d'assegurar-se que el govern de cadascun dels estats sigui republicà.
No hi ha cap menció a la constitució sobre el dret a la secessió de la Unió. Els Articles de la Confederació havien establert que la unió prèvia de les colònies, havia de ser perpètua, mentre que el preàmbul de la constitució actual estableix que el seu propòsit era formar una "unió més perfecta". El 1860 i 1861 onze estats del sud se separaren de la Unió, però foren reincorporats per la força de les armes durant la Guerra Civil dels Estats Units. Posteriorment, el sistema judicial federal, en el cas de "Texas contra White", establí que els estats no tenen el dret de separar-se de la Unió sense el consentiment dels altres estats.
Els estats que conformen la Unió són:
| Nom oficial        | Abrev. | Bandera             | Data d'Unió | Població (cens 2020) | Capital        | Ciutat més poblada |
| ------------------ | ------ | ------------------- | ----------- | -------------------- | -------------- | ------------------ |
| Alabama            | AL     | Bandera d'Alabama   | 1819        | 5.024.279            | Montgomery     | Birmingham         |
| Alaska             | AK     | Alaska              | 1959        | 733.391              | Juneau         | Anchorage          |
| Arizona            | AZ     | Arizona             | 1912        | 7.151.502            | Phoenix        | Phoenix            |
| Arkansas           | AR     | Arkansas            | 1836        | 3.011.524            | Little Rock    | Little Rock        |
| Califòrnia         | CA     |                     | 1850        | 39.538.223           | Sacramento     | Los Angeles        |
| Carolina del Nord  | NC     | Carolina del Nord   | 1789        | 5.773.714            | Raleigh        | Charlotte          |
| Carolina del Sud   | SC     | Carolina del Sud    | 1788        | 3.605.944            | Columbia       | Columbia           |
| Colorado           | CO     | Colorado            | 1876        | 989.948              | Denver         | Denver             |
| Connecticut        | CT     | Connecticut         | 1788        | 21.538.187           | Hartford       | Bridgeport         |
| Dakota del Nord    | ND     | Dakota del Nord     | 1889        | 10.711.908           | Bismarck       | Fargo              |
| Dakota del Sud     | SD     | Dakota del Sud      | 1889        | 1.455.271            | Pierre         | Sioux Falls        |
| Delaware           | DE     | Delaware            | 1787        | 1.839.106            | Dover          | Wilmington         |
| Florida            | FL     |                     | 1845        | 12.812.508           | Tallahassee    | Jacksonville       |
| Geòrgia            | GA     | Geòrgia             | 1788        | 6.785.528            | Atlanta        | Atlanta            |
| Hawaii             | HI     | Hawaii              | 1959        | 3.190.369            | Honolulu       | Honolulu           |
| Idaho              | ID     | Idaho               | 1890        | 2.937.880            | Boise          | Boise              |
| Illinois           | IL     | Illinois            | 1818        | 4.505.836            | Springfield    | Chicago            |
| Indiana            | IN     | Indiana             | 1816        | 4.657.757            | Indianapolis   | Indianapolis       |
| Iowa               | IA     | Iowa                | 1846        | 1.362.359            | Des Moines     | Des Moines         |
| Kansas             | KS     | Kansas              | 1861        | 6.177.224            | Topeka         | Wichita            |
| Kentucky           | KY     | Kentucky            | 1792        | 7.029.917            | Frankfort      | Louisville         |
| Louisiana          | LA     |                     | 1812        | 10.077.331           | Baton Rouge    | Nova Orleans       |
| Maine              | ME     | Maine               | 1820        | 5.706.494            | Augusta        | Portland           |
| Maryland           | MD     | Maryland            | 1788        | 2.961.279            | Annapolis      | Baltimore          |
| Massachusetts      | MA     | Massachusetts       | 1788        | 6.154.913            | Boston         | Boston             |
| Michigan           | MI     | Michigan            | 1837        | 1.084.225            | Lansing        | Detroit            |
| Minnesota          | MN     | Minnesota           | 1858        | 1.961.504            | Saint Paul     | Minneapolis        |
| Mississipi         | MS     | Mississipi          | 1817        | 3.104.614            | Jackson        | Jackson            |
| Missouri           | MO     | Missouri            | 1821        | 1.377.529            | Jefferson City | Kansas City        |
| Montana            | MT     | Montana             | 1889        | 9.288.994            | Helena         | Bilings            |
| Nebraska           | NE     | Nebraska            | 1867        | 2.117.522            | Lincoln        | Omaha              |
| Nevada             | NV     | Nevada              | 1864        | 20.201.249           | Carson City    | Las Vegas          |
| Nou Hampshire      | NH     | Nou Hampshire       | 1788        | 10.439.388           | Concord        | Manchester         |
| Nou Mèxic          | NM     | Nou Mèxic           | 1912        | 779.094              | Santa Fe       | Albuquerque        |
| Nova Jersey        | NJ     | Nova Jersey         | 1787        | 11.799.448           | Trenton        | Newark             |
| Nova York          | NY     |                     | 1788        | 20.201.249           | Albany         | Nova York          |
| Ohio               | OH     | Ohio                | 1803        | 4.237.256            | Columbus       | Columbus           |
| Oklahoma           | OK     | Oklahoma            | 1907        | 13.002.700           | Oklahoma City  | Oklahoma City      |
| Oregon             | OR     | Oregon              | 1859        | 1.097.379            | Salem          | Portland           |
| Pennsilvània       | PA     |                     | 1787        | 5.118.425            | Harrisburg     | Filadèlfia         |
| Rhode Island       | RI     | Rhode Island        | 1790        | 886.667              | Providence     | Providence         |
| Tennessee          | TN     |                     | 1796        | 6.910.840            | Nashville      | Memphis            |
| Texas              | TX     |                     | 1845        | 29.145.505           | Austin         | Houston            |
| Utah               | UT     | Utah                | 1896        | 3.271.616            | Salt Lake City | Salt Lake City     |
| Vermont            | VT     | Vermont             | 1791        | 643.077              | Montpelier     | Burlington         |
| Virgínia           | VA     | Virgínia            | 1788        | 8.631.393            | Richmond       | Virginia Beach     |
| Virgínia de l'Oest | WV     | Virgínia Occidental | 1863        | 7.705.281            | Charleston     | Charleston         |
| Washington         | WA     | Washington          | 1889        | 1.793.716            | Olympia        | Seattle            |
| Wisconsin          | WI     | Wisconsin           | 1848        | 5.893.718            | Madison        | Milwaukee          |
| Wyoming            | WY     | Wyoming             | 1890        | 576.851              | Cheyenne       | Cheyenne           |

1. 1 2 3 4  Utilitza el terme commonwealth en lloc d'estat en nom oficial complet

## Govern dels estats
Els estats tenen la llibertat d'organitzar llurs governs estatals de qualsevol manera, però, per mandat constitucional, han de tenir una "forma de govern republicana". Tots els estats han adoptat una forma de govern basada en la separació dels tres poders de govern, com el govern federal. Tot i així hi ha algunes diferències mínimes entre els governs dels estats. Per exemple, el congrés de Nebraska és unicameral, mentre que la resta dels 49 estats tenen congressos bicamerals. En la majoria dels estats hi ha un poder executiu plural, en què els membres del gabinet també són elegits per sufragi i considerats com a membres en igualtat amb el governador. Les judicatures estatals també poden variar.